# Malek Achraf
Malek Achraf est le fils cadet du noyan Temür Tash (Timurtaş), fils rebelle du Chupan. Il succède à son aîné Hasan Kûtchek à Tabriz en 1343. Lorsque les forces de la Horde d'or envahissent le royaume chupanide et prennent Tabriz, Malek Achraf est exécuté par pendaison au milieu de réjouissances populaires (1357).

## Biographie
Pendant l’hiver 1338/1339, le jalâyiride Hasan Buzurg est obligé de laisser l’Azerbaïdjan à Hasan Kûtchek et à Malek Achraf. Hasan Kûtchek est assuré de la loyauté de son oncle Surgan à cause de son animosité contre Hasan Buzurg. En revanche il se méfie de Sati Beg et l’oblige à épouser Sulayman le nouveau candidat qu’il soutient dans son accession au trône des Il-khanides. En 1339, Hasan Kûtchek nomme son cousin Pir Hosayn gouverneur du Fars. Celui-ci prend le contrôle du Fars. Quelque temps après, Pir Hosayn est expulsé de Chiraz par une révolte de la population. Il revient à Tabriz retrouver Hasan Kûtchek. 
Malek Achraf commence par se distinguer en servant sous les ordres de son frère Hasan Kûtchek. En 1341, il remporte une victoire au Khorasan contre une armée mongole envoyée par l’il-khanide Togha Temür pour combattre Hasan Kûtchek. Il est installé à Ispahan par Pir Husayn dans le but de contrer l'influence grandissante du muzaffaride Mubâriz ad-Dîn Muhammad qui règne à Yazd. Il se trouve ensuite mêlé au conflit interne à la dynastie des Injouïdes. Les deux plus jeunes injouïdes Jalâl ad-Dîn Mas`ud et Abu Ishaq vont se retrouver dans des camps opposés, chacun voulant venger le meurtre de leur frère par Pir Husayn et lui reprendre le Fars. Jalâl ad-Dîn Mas`ud est avec son protecteur Hasan Buzurg tandis qu'Abu Ishaq est temporairement allié à Malek Achraf. En 1342, Malek Achraf et le jeune injouïde Abu Ishaq partent d'Ispahan vers Chiraz. Pir Husayn prépare sa riposte, mais il perd la bataille et se réfugie à Tabriz et au lieu d'aller chez Mubâriz ad-Dîn Muhammad à Yazd. A Tabriz, Hasan Kûtchek fait tuer son cousin Pir Husayn.
Les alliés victorieux, Abu Ishaq et Malek Achraf, s'avancent vers Chiraz, mais ils se disputent entre eux. Abu Ishaq entre dans la ville et ferme les portes devant Malek Achraf, Les Chirazis prennent le parti de soutenir Abu Ishaq contre Malek Achraf. Ils attaquent de nuit le camp de Malek Achraf et mettent en pièces ses troupes. Dans le même temps l’autre injouïde, Jalâl ad-Dîn Mas`ud, qui n'est pas au courant de la prise de la ville par son jeune frère, s'approche de Chiraz avec l'appui de Yâgî Bâsti oncle de Malek Achraf et commandant des armées d'Hasan Buzurg. Abu Ishaq laisse la place à son aîné et se retire dans la région du Shabânkâra. La coexistence entre l'injouïde Jalâl ad-Dîn Mas`ud et le chupanide Yâgî Bâsti devient impossible en 1342 alors qu'elle avait été possible entre Mubâriz ad-Dîn Muhammad et Pir Husayn. Yâgî Bâsti ne supporte pas de n'être que l'hôte de Jalâl ad-Dîn Mas`ud à Chiraz. Yâgî Bâsti tue Jalâl ad-Dîn Mas`ud alors qu'il sortait de son bain en 1342.
Abu Ishaq est le dernier survivant de la famille injouïde. Il s'apprête à venger la mort de son frère. Avec un groupe de chirazis, il assiège pendant trois semaines Yâgî Bâsti dans la résidence du gouverneur. Yâgî Bâsti finit par se retirer. L'année suivante il revient avec son neveu Malek Achraf et fait une dernière tentative pour s'emparer de Chiraz. Avec l'aide du muzaffaride Mubâriz ad-Dîn Muhammad ils prennent Abarkuh dans le nord du Fars. Ils reçoivent alors la nouvelle de la mort d'Hasan Kûtchek. Tous les deux étant candidats à sa succession se précipitent vers Tabriz. Mubâriz ad-Dîn Muhammad retourne à Yazd. Malek Achraf assassine son oncle Yâgî Bâsti et prend le pouvoir à Tabriz.

### Le règne
En 1344, Malek Achraf a repris le contrôle du territoire chupanide. Comme ses prédécesseurs il utilise des souverains fantoches qu’il manipule pour imposer son autorité. Au cours de son règne, les Chupanides tentent de s’emparer de Bagdad possession de Jalayirides, mais il échoue lamentablement (1347). Il échoue aussi dans sa tentative de prise du Fars aux Injouïdes (1350). Son règne empire encore car Malek Achraf devient de plus en plus cruel. Ses sujets montrent de plus en plus leur insatisfaction. Lorsque les forces de la Horde d'or envahissent le royaume chupanide et prennent Tabriz, très peu de gens s’émeuvent de la perte du pouvoir des Chupanides (1357). Malek Achraf est exécuté par pendaison à Tabriz au milieu de la liesse populaire. Sa descendance est probablement exécutée elle-aussi. Cela met définitivement fin au pouvoir des Chupanides.